# Doi Nang Non
Doi Nang Non (thaï : ดอยนางนอน, API : [dɔ̄ːj nāːŋ nɔ̄ːn] ; litt. « montagne de la dame endormie ») est un massif montagneux situé dans le Nord de la Thaïlande.
C'est une formation karstique possédant de nombreuses cascades et grottes.
Ce massif abrite le parc forestier Tham Luang–Khun Nam Nang Non devenu communément parc national Tham Luang-Khun Nam Nang Non (thaï : วนอุทยานถ้ำหลวง-ขุนน้ำนางนอน devenu อุทยานแห่งชาติถ้ำหลวง-ขุนน้ำนางนอน).

## Géographie

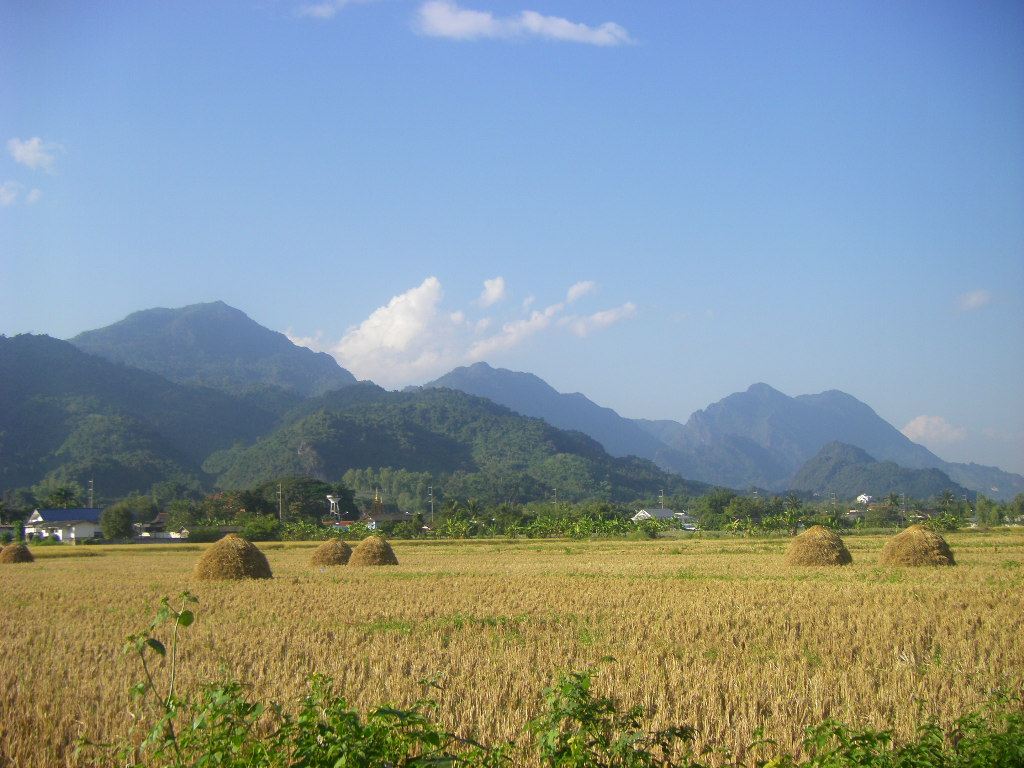
Vue des montagnes de Doi Nang Non depuis Ban Huay Krai. Vue sous cet angle, la forme du massif ressemble à une femme dormant sur le dos.

Doi Nang Non est un massif montagneux qui s'étend à l'ouest de la route principale qui relie la ville de Chiang Rai et le village de Mae Sai (en). La plus grande partie du massif se trouve sur le territoire du district de Mae Sai (en), à l'ouest et au sud-ouest du tambon (ตำบล) de Pong Pha (th), le long de la frontière avec la Birmanie.

## Karstologie

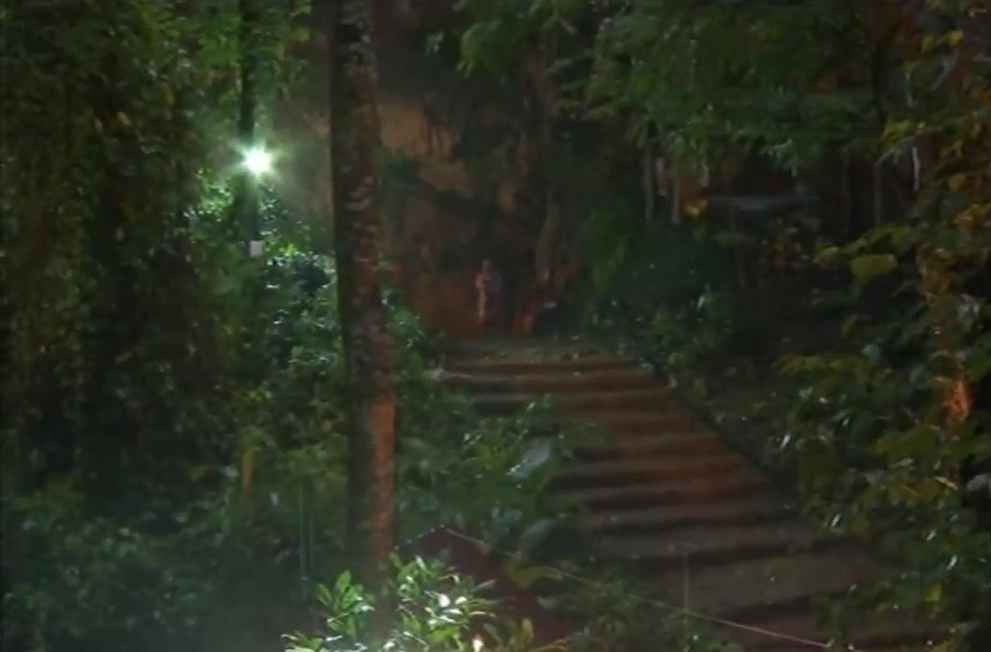
Entrée principale de la grotte de Tham Luang Nang Non

De nombreuses grottes et rivières souterraines émaillent le massif. En particulier, la Tham Luang Nang Non (thaï : ถ้ำหลวงนางนอน, soit « grande grotte de la Dame endormie »), est l'une des plus longues cavités de Thaïlande : son réseau karstique connu s'étend sur plus de 10 km de long.
La première carte de la grotte de Tham Luang est réalisée puis publiée par des spéléologues français de l'Association pyrénéenne de spéléologie en 1988 ; puis elle est complétée entre 2012 et 2016 par des spéléologues anglais : ces relevés cartographiques et topographiques des spéléologues amateurs se révèlent cruciaux dans la réussite de l'opération de sauvetage des enfants et de leur accompagnateur bloqués dans la grotte par la montée des eaux en juin 2018.

## Histoire
Du 23 juin au 10 juillet 2018,, la grotte de Tham Luang Nang Non est le théâtre du sauvetage très médiatisé d'un groupe d'enfants et de leur accompagnateur : lors de l'opération de secours Monsieur Samarn Kunan, un des sauveteurs, décède mais les 12 enfants âgés de 11 à 16 ans, membres d'un petit club de football et leur entraîneur Ekapol Chanthawong, âgé de 25 ans, sont retrouvés et sauvés,. En octobre 2018, les rescapés de l'équipe de football sont les invités d'honneur des jeux olympiques de la jeunesse à Buenos Aires en Argentine.

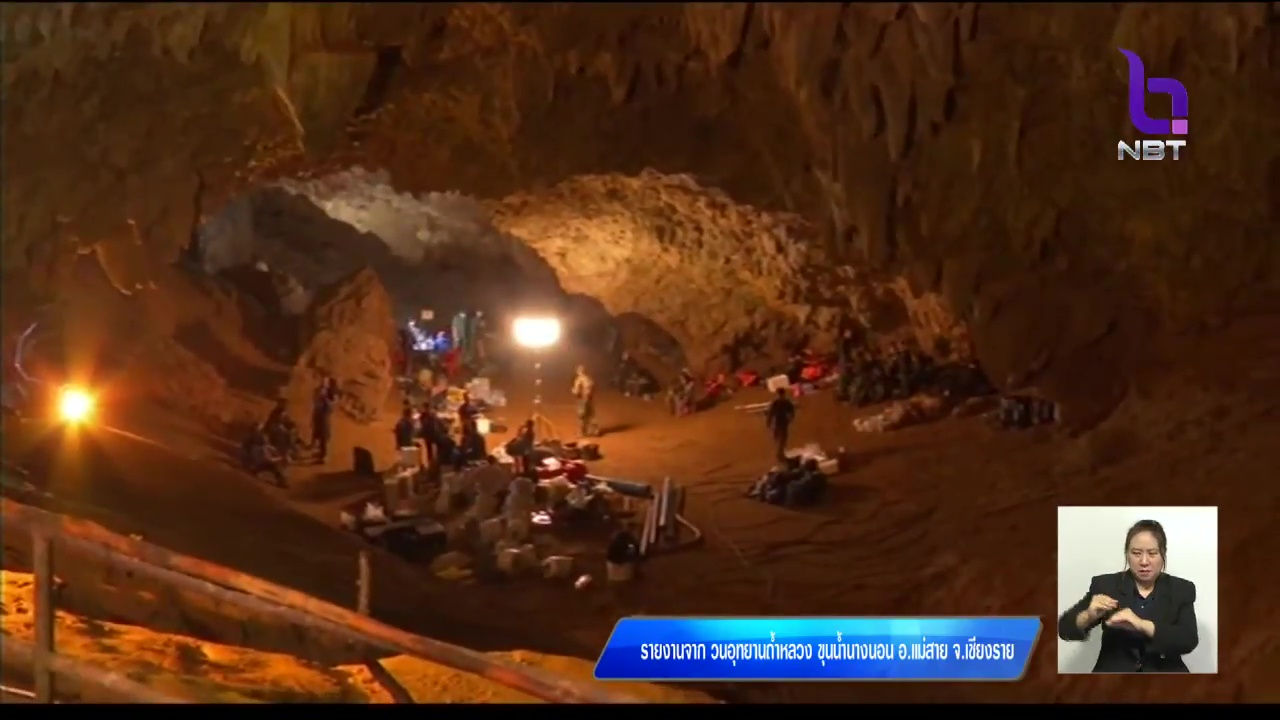
Équipe de secours installée à l'entrée de la grotte (télé NBT)
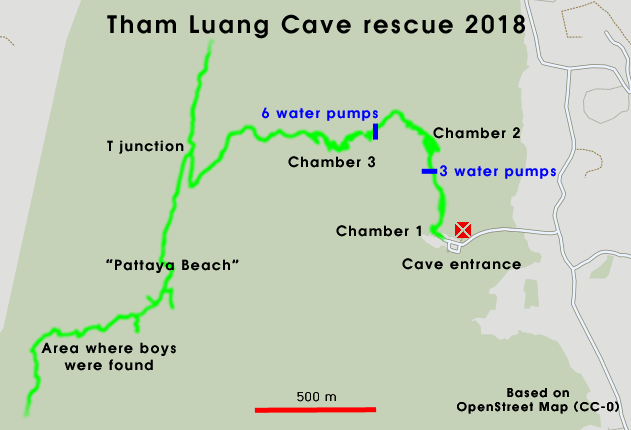
Plan de la grotte de Tham Luang Nang Non
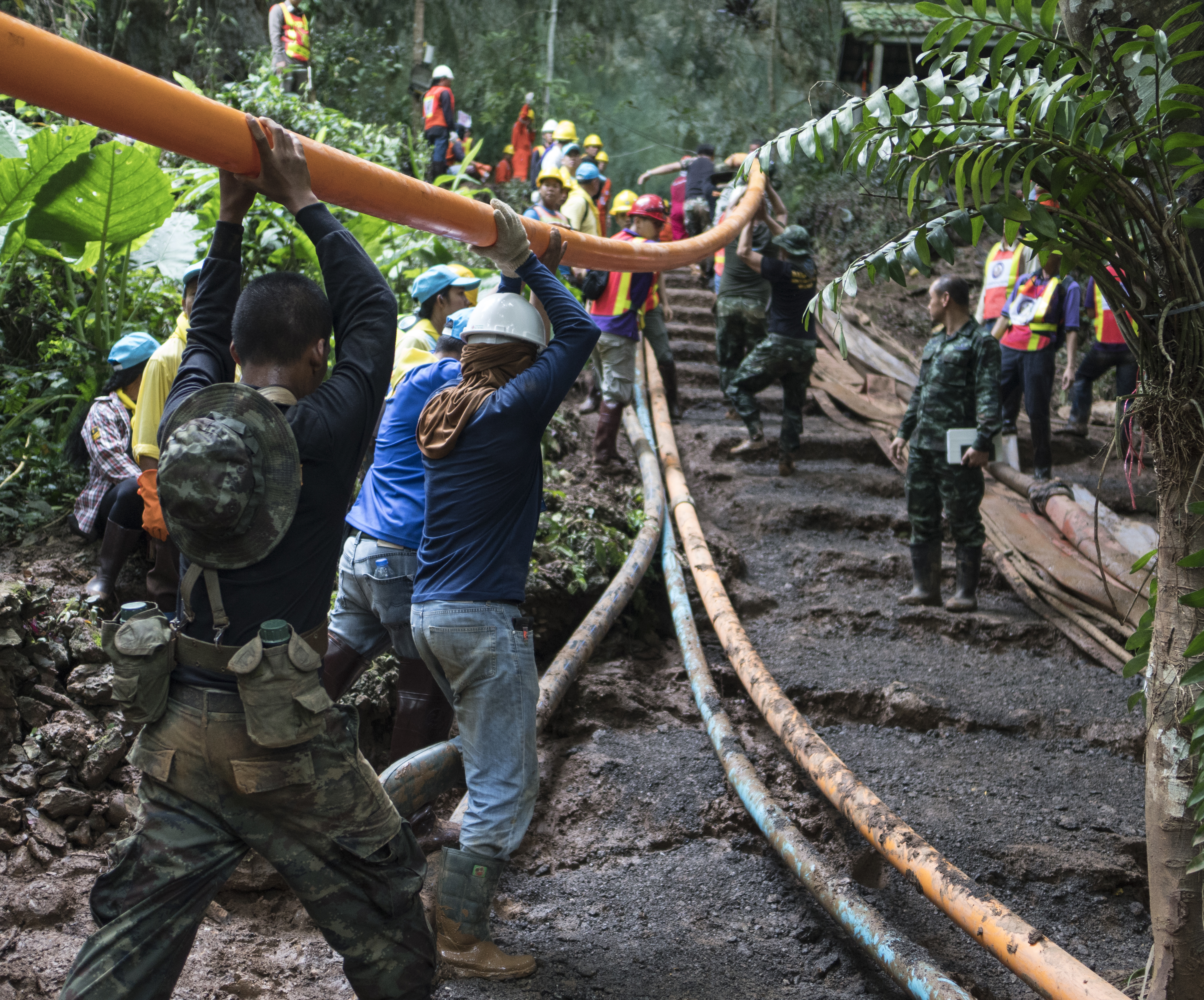
Opération de pompage de l'eau
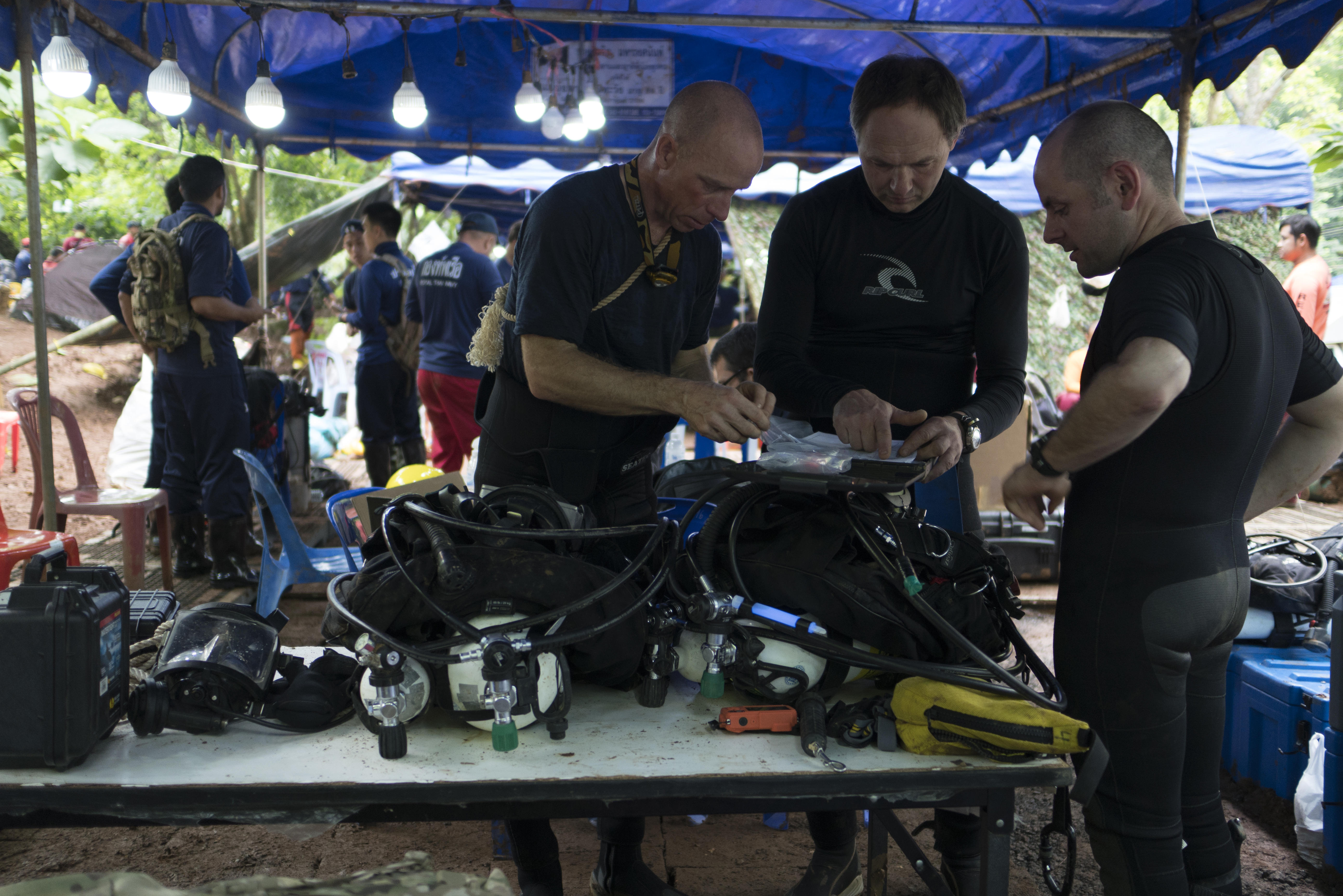
Préparation du matériel de plongée
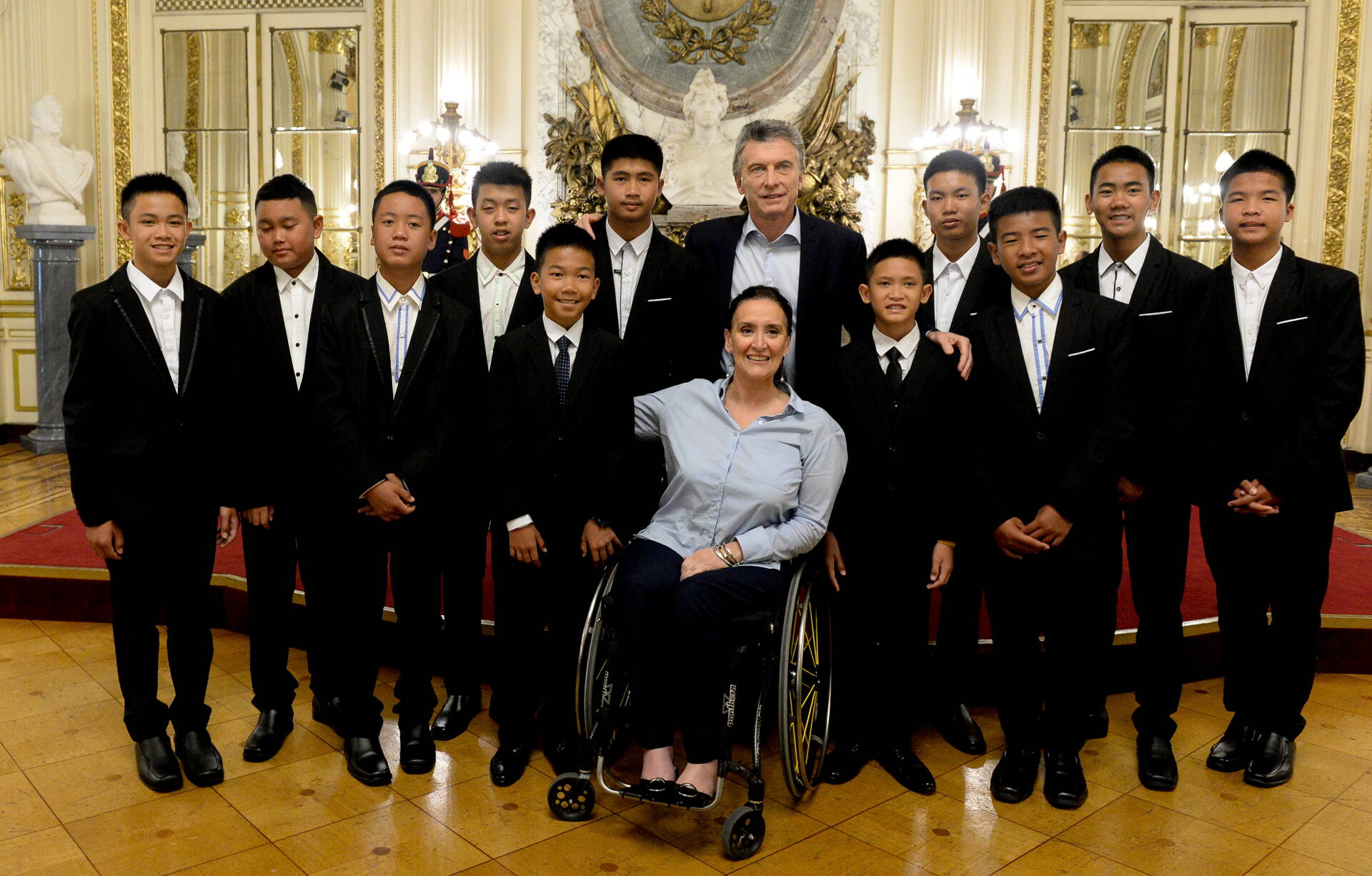
Enfants accueillis aux Jeux olympiques de la jeunesse

## Tourisme
Le parc forestier de Tham Luang–Khun Nam Nang Non est le parc national le plus visité de Thaïlande en 2019 avec 1,7 million de touristes. Les deux autres parcs nationaux très populaires sont celui de Khao Laem Ya-Mu Ko Samed (1,6 million de touristes en 2019) et celui de Khao Yai (1,55 million de touristes en 2019). En 2023, de 1 000 à 1 200 personnes par jour (environ 2 000 pendant les vacances) visitent la grotte de Tham Luang Nang Non.